# Hans Keller (Erfinder)
Hans Keller (* 14. Mai 1898; † nach 1971) war ein deutscher Erfinder.

## Werdegang
Keller gründete 1920 in Nürnberg einen Nahrungsmittelbetrieb, der Ende der 1950er Jahre 100 Beschäftigte zählte. Er trat auf dem Gebiet des Apparatbaus als Erfinder hervor. Unter anderem fand er ein Verfahren zur Bereitung von Grundstoffen für die Limonadenherstellung, die zuverlässige Konservierung des natürlichen Fruchtsaftes und konzipierte Apparate zur Grundstoffherstellung und zur Veredlung. Ihm wurden 15 Patente verliehen.
Er war Präsident des Deutschen Erfinderverbandes und schuf das erste Erfinderregister mit rund 35.000 Adressen. 1953 wurde er in den Vorstand des Deutschen Museums berufen und in den Beirat der Landesstelle Chemie sowie den Gewerbeausschuss der Staatlichen Spiritusdirektion gewählt. 

## Ehrungen
- 1958: Verdienstkreuz am Bande der Bundesrepublik Deutschland
- 1968: Verdienstkreuz 1. Klasse der Bundesrepublik Deutschland

## Quelle
- Bundesarchiv B 122/38473

| Personendaten    | Personendaten      |
| ---------------- | ------------------ |
| NAME             | Keller, Hans       |
| KURZBESCHREIBUNG | deutscher Erfinder |
| GEBURTSDATUM     | 14. Mai 1898       |
| STERBEDATUM      | 20. Jahrhundert    |